# Evelyn St. Croix Fleming
Evely St. Croix Fleming, cuyo nombre de soltera era Evelyn Beatrice Sainte Croix Rose (Londres, Reino Unido, 10 de enero de 1885 - Brighton,  27 de julio de 1964) fue una socialité británica.
Durante su matrimonio con Valentine Fleming tuvo dos hijos, los escritores Peter e Ian, creador este último del personaje de James Bond.
Tras el fallecimiento de Valentine en mayo de 1917, durante la Primera Guerra Mundial, Evelyn heredó un gran patrimonio, lo que la convirtió en adinerada. Fue amante del pintor Augustus John, con quien tuvo una hija, la celista Amaryllis Fleming.